# Conus auricomus
Conus auricomus é uma espécie de gastrópode do gênero Conus, pertencente à família Conidae.